# Sara Rabinowitsch
Sara Rabinowitsch, möglicherweise verheiratete Margolin (* 1880 in Berasino, Provinz Minsk, heute Belarus; † 20. Jahrhundert) war eine russisch-jüdische Volkswirtin.

## Leben
Rabinowitsch promovierte 1903 in Freiburg im Breisgau über Die Organisationen des Jüdischen Proletariats in Russland, de facto eine Monographie über den „Bund“ („Algemeiner Jiddischer Arbeter Bund in Lite, Poiln un Rusland“). 1903 erkundete sie zusammen mit Bertha Pappenheim für deutsche Frauenverbände die Lebensumstände von Juden in Galizien und Möglichkeiten zur Verbesserung ihrer Lage, insbesondere zur Bekämpfung des verbreiteten Frauenhandels.

## Schriften
(in deutscher Sprache)
- Zur Lage des jüdischen Proletariats in Mohilew am Dnjepr, in: Die Welt, 6. Jg. 1902, Nr. 33/34 (Digitalisat) – gekürzte Fassung der Dissertation von 1903
- Die Organisationen des Jüdischen Proletariats in Russland, Karlsruhe 1903 (zugl. Diss., Freiburg 1903)
- mit Bertha Pappenheim: Zur Lage der jüdischen Bevölkerung in Galizien. Reise-Eindrücke und Vorschläge zur Besserung der Verhältnisse, 1904 (Volltext)
- Die Heiraten von Juden im Europäischen Russland vom Jahre 1867 bis 1902, in: Zeitschrift für Demographie und Statistik der Juden, 5. Jg. 1909, Hefte 10/11/12 (Digitalisat)
- Die Heiraten von Juden in Russisch-Polen, in: Zeitschrift für Demographie und Statistik der Juden, 6. Jg. 1910, Heft 4 (Digitalisat)
- Zur Statistik der jüdischen Schulen in Russland, in: Zeitschrift für Demographie und Statistik der Juden, 7. Jg. 1911, Heft 9 (Digitalisat)
- Zur Bildungsstatistik der jüdischen Arbeiter in Rußland, in: Zeitschrift für Demographie und Statistik der Juden, 9. Jg. 1913, Heft 11 (Digitalisat)